# Hullenahalli, Hunsur
Hullenahalli là một làng thuộc tehsil Hunsur, huyện Mysore, bang Karnataka, Ấn Độ.